# Associació Maltesa de Futbol
El futbol maltès és dirigit per l'Associació Maltesa de Futbol (oficialment Malta Football Association (MFA)). A nivell inferior existeix la Gozo Football Association que organitza competicions a l'illa de Gozo. Té la seu a Valletta.
Organitza la Lliga maltesa de futbol i la Copa maltesa de futbol, així com la selecció de Malta. També gestiona l'Estadi Ta'Qali i el Centenary Stadium.